# Кольонія-Буйнічкі
Кольонія-Буйнічкі (пол. Kolonia Bujniczki) — село в Польщі, у гміні Ґошковиці Пйотрковського повіту Лодзинського воєводства.
У 1975-1998 роках село належало до Пйотрковського воєводства.